# Arhopala wallacei
Arhopala wallacei är en fjärilsart som beskrevs av Corbet 1941. Arhopala wallacei ingår i släktet Arhopala och familjen juvelvingar. Inga underarter finns listade i Catalogue of Life.